# Otto Frisch
Otto Robert Frisch (ur. 1 października 1904 w Wiedniu, zm. 22 września 1979 w Cambridge) – austriacko-brytyjski fizyk jądrowy.

## Życiorys
W roku 1938, Frisch i Lise Meitner (jego ciotka) wspólnie zinterpretowali wyniki pierwszego sztucznego rozszczepienia jądra atomowego, przeprowadzonego przez Otto Hahna i Fritza Strassmanna (rozszczepienie uranu pod wpływem bombardowania neutronami z wytworzeniem baru).
W roku 1940, Frisch razem z Rudolfem Peierlsem napisali (wtedy ściśle tajne) memorandum wskazujące na możliwość produkcji „superbomby” (tzn. bomby atomowej). Przyczynili się tym do przyspieszenia programu produkcji broni nuklearnej. Ich obliczenia z tego czasu wskazywały, że bomba o równoważniku 1 kT TNT może zostać skonstruowana z użyciem masy krytycznej około 0.5 kg izotopu uranu-235. (Później ustalona dokładniej, przez zespół pod kierunkiem Frischa, masa krytyczna 235U okazała się większa.) Memorandum to opisało w dalszej części, generalnie poprawnie, przewidywane skutki eksplozji nuklearnej: od początkowej detonacji do opadu promieniotwórczego.